# Majka Jeżowska
Majka Jeżowska (tên thật là Maria Jeżowska, sinh ngày 25 tháng 5 năm 1960 tại Nowy Sącz, Ba Lan), là nữ ca sĩ người Ba Lan. Cô chủ yếu thu âm các ca khúc nhạc pop cũng như sáng tác và biểu diễn các ca khúc dành cho thiếu nhi. Cô còn là một Đại sứ thiện chí của UNICEF.

## Tiểu sử
Cô tốt nghiệp tại Học viện âm nhạc Karol Szymanowski ở Katowice. Người hướng dẫn của cô là nữ ca sĩ Krystyna Prońko. Năm 1979, cô được trao giải tại Liên hoan quốc gia về bài hát Ba Lan tại Opole cho bài hát "Nutka w nutkę". Năm 1980, cũng tại liên hoan này, cô nhận được giải ba cho bài hát "Reggae o pierwszych wynalazcach".
Vào năm 1981, cô đã phát hành album đầu tay của mình, có tên là Jadę w świat. Sau đó, cô rời sang Hoa Kỳ, cư trú tại Chicago. Cô từng là thành viên của nhóm nhạc rock Heat N Serve. Bản hit của cô, "Rats on a Budget", được phát sóng trên kênh truyền hình âm nhạc Mỹ MTV vào năm 1984.
Jeżowska vẫn tiếp tục sự nghiệp âm nhạc ở Ba Lan, nơi cô thành công với hai bài hát "Papierowy man" và "Mały Piccolo" vào năm 1985. 
Trong Liên hoan quốc gia về bài hát Ba Lan tại Opole vào năm 1987 và 1988, cô lần lượt giành được giải nhất cho bài hát "Czekamy na czas" (tam ca với ca sĩ Krystyna Prońko và Piotr Szulc) và bài hát "Edek".
Năm 1993, bài hát "Kolor serca" của cô đã quảng bá cho tổ chức từ thiện Wielka Orkiestra Świątecznej Pomocy (WOŚP - tổ chức từ thiện phi lợi nhuận gây quỹ cho chăm sóc trẻ em và người già ở Ba Lan). Cũng trong năm 1993, cô quyết định trở lại và định cư lâu dài ở Ba Lan. Năm 1994, cô thành lập công ty thu âm của riêng mình, lấy tên là JaMajka Music . Sau đó, cô đã phát hành một số album cho dòng nhạc thiếu nhi như Kolorowe dzieci (1994), Zimowe obrazki (1995), Kochaj czworonogi (1997) và tổ chức nhiều sự kiện khác nhau cho trẻ em.

## Đĩa nhạc
- 1981: Jadę w świat
- 1986: A ja wolę moją mamę
- 1987: Wibracje
- 1990: The Best of Majka
- 1994: Kolorowe dzieci
- 1995: Zimowe obrazki
- 1997: Kochaj czworonogi
- 1998: Królestwo zielonej polany
- 2000: Najpiękniejsza w klasie – Złota kolekcja
- 2003: Marzenia się spełniają
- 2009: Rytm i melodia